# Angerona corticalis
Angerona corticalis là một loài bướm đêm trong họ Geometridae.